# Stanisław Świacki
Stanisław Świacki, ros. Станислав Феликсович Свяцкий, ur. 23 lutego?/7 marca 1867 w Kliczowie, zm. 1954 w Warszawie) – generał brygady Wojska Polskiego.

## Życiorys
Stanisław Świacki urodził się 7 marca 1867 roku w majątku Kliczów, w ówczesnej guberni mohylewskiej, w rodzinie Feliksa, obywatela ziemskiego, i Anny z domu Deboy-Dewoyna. 8 maja 1884 roku, po ukończeniu pięciu klas gimnazjum w Mohylewie, wstąpił do Wileńskiej Szkoły Piechoty Junkrów. Zawodową służbę wojskową rozpoczął w 161 Aleksandropolskim Pułku Piechoty, a kontynuował w 214 Mokszańskim Pułku Piechoty, a później 189 Izmailskim Pułku Piechoty. W 1910 roku ukończył Oddział Kozacki Oficerskiej Szkoły Strzeleckiej (ros. Офицерская стрелковая школа „успешно”, казачий отдел) w Oranienbaum (obecnie Łomonosow). Od 17 lipca 1915 roku do 18 lutego 1917 roku dowodził 191 Largo-Kagulskim Pułkiem Piechoty, a następnie objął dowództwo II Brygady 188 Dywizji Piechoty, która została sformowana w styczniu 1917 roku, w Rumunii, w składzie XXIV Korpusu. 24 października 1917 roku 188 Dywizja Piechoty została rozformowana, a on sam (7 października) przydzielony do Rezerwy oficerów przy Sztabie Odeskiego Okręgu Wojskowego.
7 kwietnia 1919 roku został przyjęty do Wojska Polskiego. 21 lipca 1919 roku otrzymał przydział do Stacji Zbornej Oficerów w Warszawie, a trzy dni później do Armii gen. Hallera. Od 21 września do 17 listopada 1919 roku dowodził 11 Dywizją Piechoty. W 1920 roku w Stacji Zbornej Oficerów w Warszawie. Potem krótko w Centralnej Komisji Kontroli Stanów. 1 maja 1920 roku został zatwierdzony z dniem 1 kwietnia 1920 roku w stopniu generała podporucznika, w grupie oficerów byłych Korpusów Wschodnich i byłej armii rosyjskiej. Z dniem 1 kwietnia 1921 roku został przeniesiony w stan spoczynku, w stopniu generała podporucznika. 26 października 1923 roku Prezydent RP Stanisław Wojciechowski zatwierdził go w stopniu generała brygady. Na emeryturze mieszkał w Warszawie, a następnie w Wilnie. Zmarł w 1954 roku w Warszawie.
Stanisław Świacki był dwukrotnie żonaty. Z pierwszego związku miał dwóch synów: Leonida i Pawła, natomiast z drugiego małżeństwa syna Michała i córkę Ewę. Paweł Świacki (1899-1969), inżynier budownictwa poślubił Rosjankę, wywodzącą się z rodów syberyjskich kupców-milionerów, Uszkowów i Donskich. Z tego związku 24 listopada 1931 roku narodził się Światosław Świacki, mieszkający w Petersburgu, wybitny tłumacz literatury polskiej, laureat Nagrody im. Andrzeja Drawicza (2002) i nagrody Ambasador Polszczyzny poza Granicami Kraju (6 maja 2011), redaktor „Gazety Petersburskiej”.

## Awanse
- podporucznik (Подпоручик) – 9 kwietnia 1890
- porucznik (Поручик) – 9 kwietnia 1894
- sztabskapitan (Штабс-капитан) – 6 maja 1900
- kapitan (Капитан) – 9 kwietnia 1902
- podpułkownik (Подполковник) – 26 lutego 1910
- pułkownik (Полковник) – 1 lutego 1915 ze starszeństwem z 23 września 1914
- generał brygady (Генерал-майор) – 31 maja 1917[14]
- generał podporucznik – zatwierdzony 1 maja 1920 z dniem 1 kwietnia 1920
- generał brygady – 26 października 1923 ze starszeństwem z dniem  1 czerwca 1919[15]

## Ordery i odznaczenia
- Order św. Stanisława kl. 2 21 lutego 1910
- Order św. Anny kl. 3 – 1906
- Order św. Włodzimierza z Mieczami kl. 3 – 6 maja 1916
- Order św. Jerzego kl. 4 – 24 kwietnia 1915
- Order św. Włodzimierza z Mieczami i Kokardą kl. 4 – 21 maja 1915
- Złota szabla „Za dzielność” – 10 listopada 1915